# Christopher Bale
Christopher 'Chris' Bale (* 30. Mai 1982 in Newport) ist ein ehemaliger walisischer Fußballspieler.

## Karriere
Bale spielte in der Jugend bei AFC Newport County und Merthyr Tydfil FC. Zur Saison 2007/08 wechselte er nach Neuseeland, wo er bei Waitakere United in der New Zealand Football Championship aktiv war. Bereits in seiner ersten Saison stand er bei allen Pflichtspielen von Waitakere auf dem Platz und gewann mit seinem Club die OFC Champions League im Finale gegen Kossa FC von den Salomonen. Außerdem gab er sein Debüt bei der FIFA Klub-WM gegen Sepahan Isfahan, welches jedoch mit 1:3 verloren wurde. Insgesamt absolvierte Bale in seinem ersten Jahr in Neuseeland 29 Pflichtspiele und erzielte dabei drei Tore.
Im darauffolgenden Jahr gehörte Bale ebenfalls zu den Stützen des Teams und verlor mit Waitakere im Meisterschaftsfinale gegen Auckland City FC knapp mit 1:2. Auch für den Champions-League-Titel sollte es nicht reichen und bei der FIFA Klub-WM war bereits in der ersten Runde gegen den australischen Vertreter Adelaide United Endstation.
Zur Saison 2009/2010 wechselte Bale zu Team Wellington, wo er jedoch nicht so häufig eingesetzt wurde, aber dennoch die Halbfinals der Play-offs erreichen konnte, welche gegen seinen ehemaligen Verein Waitakere United verloren wurden. Insgesamt spiele Bale nur 13-mal und erzielte dabei ein Tor.
In der Sommerpause 2010 kehrte Bale zu Waitakere United zurück und konnte mit diesem Team die neuseeländische Meisterschaft gewinnen, wobei er im Finale gegen Auckland City nicht im Kader stand. Außerdem spielte er in der Champions League.
2012 folgte die Titelverteidigung mit Waitakere United, als Team Wellington im Finale mit 4:1 geschlagen wurde. Bale erzielte sechs Saisontore in 22 Spielen für Waitakere, dennoch konnte die Champions League und der ASB Charity Cup nicht gewonnen werden.
Zur Saison 2012/2013 wechselte Bale zu Auckland City FC, mit denen er die OFC Champions League im Finale gegen Waitakere gewinnen konnte. Das Meisterschaftsfinale und das Endspiel um den Charity Cup wurden jedoch gegen seinen Ex-Club verloren. Insgesamt bestritt Bale in der abgelaufenen Spielzeit 24 Saisonspiele für Auckland, wobei er acht Tore erzielte.

## Erfolge
- Neuseeländischer Meister 2008, 2011, 2012, 2014, 2016
- OFC-Champions-League-Sieger 2008, 2013, 2014